# Rue de la Monnaie (Lyon)
Pour les articles homonymes, voir Rue de la Monnaie.
La rue de la Monnaie est une rue piétonne du quartier de Bellecour située sur la presqu'île dans le 2e arrondissement de Lyon, en France.

## Situation et accès
La rue débute rue Mercière, presque en face de la rue Ferrandière, et se termine rue de l'Ancienne-Préfecture. La rue Thomassin commence rue de la Monnaie tandis que la rue du Petit-David s'y termine. C'est une voie piétonne ; seule la fin de la rue est accessible en voiture, mais limitée à 10km/h, et uniquement pour les riverains qui veulent se garer dans un parking souterrain.

## Origine du nom
En 1600, Henri IV achète la maison des Grollier de Servières et donne en échange la terre de la Salle de Quincieu. Le roi en fait l'hôtel de la monnaie. Les monnaies fabriquées à Lyon étaient marquées de la lettre D.

## Histoire

### Atelier monétaire
C'est le roi Charles VI qui transfère l'hôtel de la monnaie de Mâcon à Lyon en 1413. L'atelier monétaire est d'abord installé au palais de Roanne. Il est ensuite déplacé quartier Saint-Vincent, dans une rue qui portait encore, en 1745, le nom de Monnaie-Saint-Vincent (actuelle rue de la Vieille) ; puis l'atelier déménage rue du Bœuf. Il est ensuite déplacé rue Vieille-Monnaie, l'actuelle rue René-Leynaud, puis rue de la Monnaie.

### De nos jours
Comme sa voisine rue Mercière, la rue de la Monnaie accueille de nombreux bars et restaurants, occupant une part importante de la chaussée de la rue.